# Il divorzio (film 2024)
Il divorzio (Rozwodnicy) è un film del 2024 diretto da Michał Chaciński.

## Distribuzione
Il film è stato distribuito sulla piattaforma Netflix a partire dal 25 settembre 2024.